# Jan Malý
Jan Malý (ur. 18 października 1955 w Pradze, zm. 28 sierpnia 2021 tamże) – czeski matematyk specjalizujący się w analizie matematycznej, w szczególności w rachunku wariacyjnym, teorii potencjału, przestrzeniach Sobolewa i równaniach różniczkowych.

## Życiorys
Studia matematyczne ukończył w 1980 na Wydziale Matematyczno-Fizycznym Uniwersytetu Karola w Pradze. W 1984 doktoryzował się tamże, gdzie następnie w 1997 uzyskał tytuł DrSc (doktor věd). W roku 1999 uzyskał habilitację a w 2004 profesurę.

## Wypromowani doktorzy
- 1995: Visa Latvala,
- 2003: Robert Černý,
- 2003: Stanislav Hencl,
- 2005: Petr Honzik.